# Osiedle Szkolne (Łapanów)
Osiedle Szkolne – część wsi Łapanów w Polsce położona w województwie małopolskim, w powiecie bocheńskim, w gminie Łapanów.
W latach 1975–1998 Osiedle Szkolne należało administracyjnie do województwa tarnowskiego.